# In The Closet
In The Closet (з англ. — «У таємниці») — третій сингл з восьмого альбому Майкла Джексона Dangerous. Дует з принцесою Монако Стефанією. Сингл вийшов 9 квітня 1992, через кілька місяців після попереднього.

## Історія створення та особливості композиції
Спочатку пісню планувалося записати з Мадонною, але Джексон відмовився від її участі у запису через текст, який вона написала. Робочою назвою пісні було «(Coming Out) Of the Closet» (з англ. — «Розкриваючи таємницю»). Тоді співак запросив принцесу Монако Стефанію записати дует разом з нею.
In The Closet — композиція повільного темпу, написана у тональності ре мажор.

## Музичне відео
Зйомки пройшли у Південній Каліфорнії. Разом з Джексоном у кліпі знялася британська супермодель Наомі Кемпбелл. Модель записала свою партію, замість принцеси Стефанії для кліпу. Відео було не кольоровим, але з ефектом сепія.

## Концертні виступи
На концерті у місті Тулуза, який відбувся 16 вересня 1992 року, «In The Closet» виконали інструменталісти туру Dangerous. Цю інтерлюдію виконали під час туру тільки один раз, тому що на концерті була присутня принцеса Монако Стефанія. Також Джексон співав пісню на своєму останньому сольному турі HIStory World Tour (1996—1997).
1. 1 2  ISWC Network